# Mahadalit
Mahadalit est un terme utilisé pour désigner les sections marginalisées parmi les castes répertoriées du Bihar.
Nitish Kumar a conduit le gouvernement de la NDA au Bihar à mettre en place la Commission d'Etat Mahadalit (en) en 2007 pour recommander l'inclusion des castes extrêmement faibles parmi les castes répertoriées et selon les rapports de la commission, 21 castes ont été classées comme Mahadalit.
Au cours de l'année électorale 2010 (en), Nitish Kumar a lancé une série de programmes gouvernementaux pour courtiser les électeurs mahadalits. Nitish a dit : « Mon but est de voir la croissance sociale, économique et politique de certaines castes qui ont besoin d'une campagne spéciale pour leur développement global ». Le statut de Mahadalit implique le bénéfice de plus d'une douzaine de programmes gouvernementaux d'aide sociale, y compris des terres gratuites pour les sans-terre.